# Formostenus depressus
Formostenus depressus là một loài tò vò trong họ Ichneumonidae.